# Peršaja Liha 1997
La Peršaja Liha 1997 è stata la 7ª edizione della seconda serie del campionato bielorusso di calcio. La stagione è iniziata il 19 aprile 1997 ed è terminata il 15 novembre successivo.

## Stagione

### Novità
Al termine della passata stagione, sono salite in massima serie Transmaš Mahilëŭ e Kamunal'nik Slonim. Sono retrocesse in Druhaja liha Famal'gaŭt e Kimavec Vicebsk.
Dalla Vyšėjšaja Liha 1996 sono retrocesse Abutnik Lida e Vedryč Rėčyca. Dalla Druhaja liha sono salite BATĖ Borisov, Vejna, Belenerhostroj Belaazërsk e Dnjapro Rahačoŭ.
Le seguenti squadre hanno cambiato denominazione:
- Il Chimik Svetlahorsk è diventato Kamunal'nik Svetlahorsk
- L'Abutnik Lida è diventato Lida
- Il Maksim-Lehmaš è diventato Orša
- Il Budaŭnik Bjaroza è diventato Bjaroza
- Il Kamunal'nik Pinsk è diventato Pinsk-900
- Il Vedryč Rėčyca è diventato Vedryč-97 Rėčyca

### Formula
Le sedici squadre si affrontano due volte, per un totale di trenta giornate. 
Le prime due classificate, vengono promosse in Vyšėjšaja Liha 1998. Le ultime due, invece, retrocedono in Druhaja liha.

## Classifica finale
|  | Pos. | Squadra                   | Pt | G  | V  | N | P  | GF | GS | DR  |
|  | ---- | ------------------------- | -- | -- | -- | - | -- | -- | -- | --- |
|  | 1.   | Homel'                    | 82 | 30 | 27 | 1 | 2  | 83 | 9  | +74 |
|  | 2.   | BATĖ Borisov              | 78 | 30 | 25 | 3 | 2  | 92 | 15 | +77 |
|  | 3.   | Lida                      | 65 | 30 | 20 | 5 | 5  | 59 | 24 | +35 |
|  | 4.   | Bjaroza                   | 51 | 30 | 15 | 6 | 9  | 34 | 34 | +2  |
|  | 5.   | Tarpeda Žodzina           | 50 | 30 | 14 | 8 | 8  | 37 | 25 | +12 |
|  | 6.   | Vedryč-97 Rėčyca          | 46 | 30 | 13 | 7 | 10 | 44 | 43 | +1  |
|  | 7.   | Kamunal'nik Svetlahorsk   | 45 | 30 | 13 | 6 | 11 | 43 | 42 | +1  |
|  | 8.   | Pinsk-900                 | 44 | 30 | 12 | 8 | 10 | 43 | 36 | +7  |
|  | 9    | Dinamo-Juni Minsk         | 43 | 30 | 12 | 7 | 11 | 45 | 42 | +3  |
|  | 10   | Kardan-Flaers             | 34 | 30 | 9  | 7 | 14 | 36 | 50 | -14 |
|  | 11   | Vejna                     | 31 | 30 | 9  | 4 | 17 | 27 | 53 | -26 |
|  | 12   | Belenerhostroj Belaazërsk | 27 | 30 | 6  | 9 | 15 | 37 | 58 | -21 |
|  | 13   | Dnjapro Rahačoŭ           | 26 | 30 | 6  | 8 | 16 | 30 | 63 | -33 |
|  | 14   | Orša                      | 24 | 30 | 7  | 3 | 20 | 34 | 61 | -27 |
|  | 15.  | Ljakamatyŭ Vicebsk        | 22 | 30 | 5  | 7 | 18 | 17 | 50 | -33 |
|  | 16.  | Stroitel' Staryja Darohi  | 5  | 30 | 0  | 5 | 25 | 14 | 81 | -67 |

Legenda:
      Promossa in Vyšėjšaja Liha 1998.
      Retrocessa nelle Druhaja Liha 1998
Note:
Tre punti a vittoria, uno a pareggio, zero a sconfitta.